# Jon Fosse
Jon Olav Fosse (ouça a pronúncia; Haugesund, 29 de setembro de 1959) é um escritor e dramaturgo norueguês.
Desde 2011 que foi concedido a Fosse o "Grotten", uma residência honorária pertencente ao estado norueguês e localizada no Palácio Real de Oslo no centro da cidade de Oslo. O uso do Grotten como residência permanente é uma honra especialmente concedida pelo Rei da Noruega pelas contribuições para as artes e a cultura norueguesas.

## Carreira
Depois de estudar literatura, estreou em 1983 com o romance Raudt, svart (Vermelho, preto). A sua primeira peça de teatro, Og aldri skal vi skiljast, foi encenada e publicada em 1994. Fosse havia iniciado a escrita da obra no início dos anos 1990 pois não tinha uma renda regular, só a concluindo mais tarde. Só voltou ao gênero dez anos depois.
Fosse escreveu romances, contos, poesia, livros infantis, ensaios e peças de teatro. As suas obras foram traduzidas em quase 50 idiomas, com suas peças encenadas mais de mil vezes pelo mundo.
Foi nomeado cavaleiro da Ordre national du Mérite de França em 2007 e ordenado no número 83 na lista dos primeiros 100 génios vivos pelo The Daily Telegraph. Com frequência é comparado a Samuel Beckett, tendo um estilo minimalista, com linguagem simples, reduzindo a trama ao mínimo e focando no ritmo, musicalidade e pausas.
Fosse fez parte dos consultores literários da Bíblia 2011, uma tradução norueguesa da Bíblia publicada em 2011. Em 2023, foi laureado com o Prêmio Nobel de Literatura, "pelas suas peças e prosa inovadoras que dão voz ao indizível".

## Vida Pessoal
Cresceu numa família pietista, tendo um avô quacre, pacifista e esquerdista. Fosse, porém, declarou-se ateu na juventude. Originalmente membro da Igreja da Noruega, converteu-se ao Catolicismo em 2013.
Tocou guitarra no grupo Rocking Chair até a conversão católica.
Tendo casado por três vezes, vive parte do tempo com a sua esposa eslovaca em Hainburg an der Donau, tendo seis filhos. Também tem residência em Bergen.

## Obra literária
| - Nokon kjem til å komme (Alguém vai chegar) (escrita em 1992–93; primeira encenação em 1996) - Og aldri skal vi skiljast (E nunca nos iremos separar) (1994) - Namnet (O Nome) (1995) - Barnet (A Criança) (1996) - Mor og barn (Mãe e Criança) (1997) - Sonen (O filho) (1997) - Natta syng sine songar (Melodias noturnas) (1997) - Gitarmannen (O homem da Guitarra) Monólogo (1999) - Ein sommars dag (Um dia de verão) (1999) - Draum om hausten (Sonho de outono) (1999) - Sov du vesle barnet mitt (Dorme meu menino) (2000) - Besøk (Visitas) (2000 - Vinter (Inverno) (2000) - Ettermiddag (À tarde) (2000) - Vakkert (Lindo) (2001) - Dødsvariasjonar (Variações da Morte) (2001) - Jenta i sofaen (A rapariga no sofá) (2002) - Lilla (Lilás) (2003) - Suzannah (2004) - Dei døde hundane (Os cães mortos) (2004) - Sa ka la (2004) - Varmt (Morno) (2005) - Svevn (Dormir) (2005) - Rambuku (2006) - Skuggar (Sombras) (2006) - Eg er vinden (Eu sou o vento) (2007) - Desse auga (Estes Olhos) (2009) | - Raudt, svart (Vermelho, negro) Romance (1983) - Stengd gitar (Guitarra fechada) Romamnce (1985, 1992, 1997) - Blod. Steinen er (Sangue. A pedra é) Novela (1987) - Naustet (O barco casa) Romance (1989, 1991, 1997, 1998, 2001) - Flaskesamlaren (O apanhador de garrafas) Romance (1991) - Bly og vatn (Chumbo e água) Romance (1992) - To forteljingar (Dois Contos) Novelas (1993) - Prosa frå ein oppvekst (Prosa de um crescido) (1994) - Melancholia I. Romance (1995, 1997, 1999) - Melancholia II. Romance (1996, 1997, 1999) - Eldre kortare prosa med 7 bilete av Camilla Wærenskjold (Prosa curta antiga com 7 retatos de Camilla Wærenskjold) (1998) - Morgon og kveld (Manhã e tarde) Romance (2000, 2001) - Det er Ales (Este é Ales) Romance (2004, 2005) - Andvake (Insónia) Novela (2007) - Kortare prosa (Prosa curta) (2011) - Olavs draumar (Sonhos de Olav) Romance (2012) - Kvitlelk (Brancura) Romance (2023) - Engel med vatn i augene (1986) - Hundens bevegelsar (1990) - Hund og engel (1992) - Dikt (1986–1992) Revidert samleutgåve (1995) - Nye dikt (1991–1994 (1997) - Dikt (1986–2001. Samla dikt. Lyrikklubben (2001) - Auge i vind (2003) - Stein til stein (2013) - Frå telling via showing til writing (1989) - Gnostiske essay (1999) |

## Honras e prémios
- Prémio Nynorsk de Literatura (1988)
- Prémio Aschehoug (1997)
- Prémio Dobloug (1999)
- Norsk kulturråds ærespris (2003)
- Prémio Nynorsk de Literatura (2003)
- Cavaleiro da Ordre national du Mérite de França (2003)[8]
- Prémio Brage (2005)
- Comandante da Ordem de Santo Olavo (2005)
- Prémio Nórdico da Academia Sueca (2007)
- Deutscher Jugendliteraturpreis do Ministério Federal dos Assuntos Sociais da Alemanha (2007)
- Prémio Ibsen (2010)
- Prémio Nobel de Literatura (2023)